# Sceptridium multifidum
Sceptridium multifidum (ili Botrychium multifidum), vrsta paprati iz porodice Ophioglossaceae. 
Vrsta je rasprostranjena po velikom području sjeverne hemisfere, po Europi, umjerenoj Aziji i Sjevernoj Americi.

## Opis
Narastu do 40 cm visine. Ovo je mesnata, kožasta biljka koja raste iz malog kaudeksa s tankim plutastim korijenjem. Za razliku od većine paprati, S. multifidum ima kontraktilno korijenje za koje se smatra da pomaže pri učvršćivanju biljke u tlu. Stvara jedan list koji izlazi izravno iz zemlje. Dijeli se na sterilni (trofofori) i fertilni (sporofori) dio. Sterilni dio lista je širok i ima zaobljene ili ovalne listiće. Plodni dio lista vrlo je različitog oblika, s grozdolikim nakupinama sporangija kojima se razmnožava. Gametofiti se razvijaju iz tih spora u tlu i smatra se da se povezuju s endofitnom gljivom poput gametofita drugih članova ovog roda. Iako gametofiti nisu uočeni u prirodi, uzgojeni su u laboratorijskim uvjetima.
Uobičajene stabljike kratke, obično se ne izdižu iznad razine tla.
Trofoforna stabljika duga do 15 cm; oštrica 2-3-perasta, do 30 × 30 cm, tamno zelena, sjajna; “pinnae” do 10 pari, preklapaju se ili dobro razmaknute; režnjevi jajasti, plosnati ili uvijeni, vrhovi zaobljeni, rubovi cijeli do plitko nazupčani.
Sporofori su perasto razgranati, peteljka je 1-2 puta duža od trofofora u trenutku oslobađanja spore.

## Sinonimi
Postoje mnogobrojni sinonimi.

## Vanjske poveznice
- Sceptridium multifidum leathery grapefern